# Walter Rauscher
Walter Rauscher (* 8. Oktober 1962 in Wien) ist ein österreichischer Historiker.

## Leben
Rauscher absolvierte 1981 am Sigmund-Freud-Gymnasium die Matura und inskribierte danach an der Universität Wien. Sein Studium der Geschichtswissenschaften schloss er 1986 mit dem Magisterium und 1988 mit dem Doktorat ab. Nach kürzeren Tätigkeiten am Institut für Osteuropäische Geschichte der Universität Wien und im Dokumentationsarchiv des österreichischen Widerstandes arbeitete Rauscher ab 1992 am Österreichischen Ost- und Südosteuropa-Institut. 2008 wechselte er an die Historische Kommission der Österreichischen Akademie der Wissenschaften, ab 2013 gehörte er deren Institut für Neuzeit- und Zeitgeschichtsforschung an.
Rauscher widmet sich in seinen Forschungen und Büchern vorwiegend politischen Themen und oft verhängnisvollen Figuren des 19. und 20. Jahrhunderts.  So setzte er sich auch mit Adolf Hitler, Benito Mussolini und Paul von Hindenburg auseinander. Die Doppelbiografie über die beiden Diktatoren der extremen Rechten beleuchtet zudem die Gemeinsamkeiten und Unterschiede zwischen italienischem Faschismus und deutschem Nationalsozialismus. Die Darstellung über Hindenburg wiederum schildert den von der Rechten initiierten Hype um einen alten, erzkonservativen Militär, der sich trotz seiner Bemühungen, stets die preußisch-deutschen Tugenden zu verkörpern, dem rücksichtslosen Machtwillen seiner engsten Umgebung nicht zu entziehen vermochte. Den gleichermaßen von der Sozialdemokratie hochgehaltenen wie von bürgerlicher Seite kritisch bewerteten zweifachen österreichischen Staatsgründer Karl Renner zeichnet Rauscher hingegen als überaus wendigen intellektuellen Pragmatiker. Mit seiner 2014 erschienenen zweiteiligen Abhandlung über die Machtpolitik der Doppelmonarchie knüpfte der in Wien lebende Historiker thematisch an seinen Erstling an. Ein Teil von Rauschers Monografien wurde auch in andere Sprachen übersetzt.
Gemeinsam mit anderen Historikern brachte Rauscher über zwei Jahrzehnte lang die Serie Außenpolitische Dokumente der Republik Österreich 1918–1938 heraus. 2016 erschien der zwölfte und letzte Band dieser wissenschaftlichen Edition.
In Das Scheitern Mitteleuropas (2016) beschreibt Rauscher Parallelen zwischen den Entwicklungen in der Zeit zwischen den beiden Weltkriegen und der Gegenwart. Die verzweifelte Republik (2017) behandelt die Gründerjahre des neuen österreichischen Staats nach dem Ersten Weltkrieg. In dem sogleich zu Beginn der neuen Dekade veröffentlichten Charleston, Jazz und Billionen tritt die Politikgeschichte erstmals hinter eine sozial- und kulturhistorische Darstellung zurück. Musik, Kunst und Literatur erhalten ebenso wie der Sport und das völlig neue Lebensgefühl der „verrückten“ Zwanziger breiten Raum. Das ambivalente Jahrzehnt wird als eine Ära zwischen Party und Existenzkampf, zwischen Moderne und Reaktion geschildert.

## Monografien
- Charleston, Jazz und Billionen. Europa in den verrückten Zwanzigerjahren. Wien 2020, ISBN 978-3-99050-146-7
- Die verzweifelte Republik. Österreich 1918-1922. Wien 2017, ISBN 978-3-218-01086-3
- Das Scheitern Mitteleuropas. 1918–1939. Wien 2016, ISBN 978-3-218-01043-6
- Die fragile Großmacht. Die Donaumonarchie und die europäische Staatenwelt 1866–1914. Frankfurt am Main 2014, ISBN 978-3-653-04523-9
- Hitler und Mussolini. Macht, Krieg und Terror. Regensburg 2001, ISBN 3-7917-1777-4
- Hindenburg. Feldmarschall und Reichspräsident. Wien 1997, ISBN 3-8000-3657-6
- Karl Renner. Ein österreichischer Mythos. Wien 1995, ISBN 3-8000-3558-8
- Zwischen Berlin und St. Petersburg. Die österreichisch-ungarische Außenpolitik unter Gustav Graf Kálnoky 1881–1895. Wien-Köln-Weimar 1993, ISBN 3-205-98138-3